# Vado Football Club 1913
Maillots
Actualités
Dernière mise à jour : 16 septembre 2024.
Le Vado Football Club 1913 est un club de football italien basé à Vado Ligure, dans la province de Savone, en Ligurie. Le club évolue en Serie D lors de la saison 2022-2023.

## Historique
Le club a été fondé en 1913 et a remporté la première Coupe d'Italie de football de l'histoire, en 1922, en battant Udinese Calcio en finale.
La surprise est plus grande car il s'agit d'un club de seconde division (Promozione en italien) qui remporte le tournoi et cette performance ne sera rééditée que par Naples lors de la saison 1961-1962.
Quant au trophée gagné par le club, il a été détruit par les autorités fascistes et en 1992, la FIGC a créé une copie du trophée pour le club.
Le club évolue au stade Ferruccio Chittolina dont la capacité est de 2 000 places.

## Historique des noms
- 1913-1935 : Vado Foot Ball Club
- 1935-1945 : Associazione Calcio Vado
- 1945-? : Vado Foot Ball Club
- ?- : Vado Football Club 1913

## Joueurs célèbres
- Le médaillé de bronze aux JO 1928, Virgilio Levratto
- Le gardien Valerio Bacigalupo, qui est mort dans le Drame de Superga

## Palmarès
- Coupe d'Italie de football : 
  - Vainqueur en 1922.